# 우주 센터
우주 센터(宇宙-, 영어: Space center)는 우주 활동을 위해 조성된 장소이다. 국가 센터와 사설 센터가 있다. 이 단어는 크게 두 가지 의미로 사용되는데 첫째는 우주발사체 발사장을 말하는 것이고, 둘째는 지휘통제본부를 말하기도 한다. 거의 대부분은 발사장과 지휘통제본부가 한 곳에 위치하기도 하나 두 곳이 서로 다른 곳에 위치하기도 한다.

## 활동
우주 센터에서 하는 활동은 대략 다음과 같다:
- 기술연구
- 발사체 주요 부품 생산
- 발사체 발사
- 발사체의 궤도 조정 및 통제

## 나라별 우주센터

### 스웨덴
- 에스란지 우주센터

### 프랑스
- 기아나 우주 센터 - 남아메리카 프랑스령 기아나에 위치

### 이탈리아
- 루이지 브로글리오 우주센터 (Luigi Broglio" Space Center) - 케냐에 위치
- 살토 디 퀴라 (Salto di Quirra) 발사장

### 대한민국
- 공군본부 우주센터
- 나로우주센터

### 일본
- 가고시마 우주 센터
- 다네가시마 우주 센터
- 츠노다 우주 센터
- 츠쿠바 우주 센터
- 우치노우라 우주 센터

### 중국
- 주취안 위성발사센터
- 시창 위성발사센터
- 타이위안 위성발사센터
- 원창 위성발사센터

### 오스트레일리아
- 우메라 우주센터

### 러시아
- 플레세츠크
- 카푸스틴야르
- 스바보드니
- 보스토치니
- 비행제어센터 - 통제업무만 담당

### 카자흐스탄
- 바이코누르 - 과거 구 소련에 의해 건설됨. 현재 러시아연방이 임대하여 사용 중.

### 미국
- 케네디 우주센터
- 고다드 우주 비행 센터
- 제트 추진 연구소
- 마샬 우주 비행 센터
- 린든 B. 존슨 우주 센터
- 존 C. 스테니스 우주 센터
- 반덴버그 공군 기지
- 월롭스 발사기지
- 에임스 연구 센터
- 드라이든 비행 연구 센터
- 나사 암스트롱 빌딩 501

### 캐나다
- 포트 처칠 (Fort Churchill) 발사장

### 브라질
- 알칸타라 우주센터 (Centro de Lançamento de Alcântara)

### 이스라엘
- 팔마힘 공군기지

### 이란
- 셈난 우주센터

### 파키스탄
- 손미아니 우주센터